# Берчища
Берчища (на гръцки: Πτελέα, Птелеа, до 1927 година Μπέριστα, Бериста) е село в Република Гърция, разположено на територията на дем Бук (Паранести), област Източна Македония и Тракия.

## География
Селото е разположено на 427 m надморска височина, на 12 km югозападно от демовия център Бук (Паранести), в северното подножие на Чалдаг (Леканис ори).

## История

### Етимология
Според академик Иван Дуриданов името е първоначален патроним на -ишти < -itji от личното име Берко, Берчо, хипокористика на Беро, което е съкратена форма от Беривой, Беримир, Берислав.

### В Османската империя
В подробен регистър на санджака Паша от 1569-70 година е отразено данъкоплатното население на Берчища (Перчища) с махалата Малко Мурадли както следва: мюсюлмани - 33 семейства, 30 неженени и 5 юруци; немюсюлмани – 20 семейства и 16 неженени.
Според Васил Кънчов Берчища е помашко село, намиращо се в Драмския Чеч с 200 къщи към 1900 година. В книгата си „Македония. Етнография и статистика“ Кънчов посочва Берчища като село с население 850 българи мохамедани.

### В Гърция
След Междусъюзническата война в 1913 година Берчища попада в Гърция. 
След Гръцко-турската война, по силата на Лозанския договор, населението му е изселено в Турция, а в селото са настанени гръцки бежанци. През 1927 година името на селото е сменено от Берища (Μπέριστα) на Птелеа (Πτελέα). Към 1928 година в селото вече са настанени 116 бежански семейства или общо 414 души.
Населението произвежда жито, тютюн и други земеделски култури, като се занимава и със скотовъдство.
| Име      | Име       | Ново име | Ново име | Описание                                       |
| -------- | --------- | -------- | -------- | ---------------------------------------------- |
| Чалак    | Τσαλάκι   | Дасома   | Δάσωμα   | връх в Урвил на ЮИ от Берчища (1126,7 m)       |
| Мураджик | Μουρατζίκ | Рема     | Ρέμα     | връх в Урвил (545,3 m) и река на СИ от Берчища |

| Година    | 1913 | 1920 | 1928 | 1940 | 1951 | 1961 | 1971 | 1981 | 1991 | 2001 | 2011 | 2021 |
| --------- | ---- | ---- | ---- | ---- | ---- | ---- | ---- | ---- | ---- | ---- | ---- | ---- |
| Население | 1015 | 660  | 535  | 785  | 706  | 748  | 406  | 357  | 299  | 376  | 209  | 121  |